# Sampi
Cette page contient des caractères spéciaux ou non latins. S’ils s’affichent mal (▯, ?, etc.), consultez la page d’aide Unicode.
Sampi (capitale : Ͳ, minuscule : ͳ) forme épigraphique, comme numéral moderne Ϡ (ϡ en minuscule), en grec ancien σαμπῖ / sampî) est une lettre archaïque de l’alphabet grec servant à noter un type de /ss/. La lettre utilisée avec cette fonction (« sampi littéral ») a cependant disparu de l’alphabet classique mais a été conservée, sous une forme différente, dans la numération pour noter le nombre 900 (« sampi numéral »). Son origine n’est pas claire.
Remarque : les deux fonctions et formes du sampi sont distinguées par Unicode. La forme archaïque épigraphique peut être absente de certaines polices de caractères.

## Le problème dusampi
La lettre que l'on nomme ainsi — soit σαμπεῖ / sampeî, σαμπῖ / sampî, σανπεῖ / sanpeî ou encore σανπῖ / sanpî en grec ancien — soulève de nombreuses difficultés d’interprétation (ce que l’on peut constater aisément rien qu’au nombre de graphies possibles que l’on donne à son nom). En effet, elle n’est attestée que comme signe propre à la numération alphabétique de Milet alors que les autres lettres numérales ne servant plus qu’à désigner des nombres (digamma et koppa) remontent clairement à des lettres archaïques de l’alphabet grec maintenant inusitées pour l’écriture des mots mais conservées, sous une graphie modifiée, pour la numération.

## Origines
Plusieurs hypothèses ont été émises concernant l’origine du sampi. Le premier point à constater est que la lettre a été rejetée à la fin de l’alphabet numéral, ce qui indique généralement un emprunt (à la manière de Y et Z que les Romains ont importé directement de l’alphabet grec) ou une invention (comme le signe pour /f/ en forme de 8 de l’alphabet étrusque), de sorte que l’ordre alphabétique ancien ne soit pas perturbé. La lettre serait donc une innovation, rendue nécessaire par le fait qu’il aurait sinon manqué un signe pour la dernière valeur numérique, 900. Cet ajout d’un signe annexe expliquerait pourquoi.

### Indices donnés par le nom
Le nom même de la lettre est sujet à caution. 
Il existe une possibilité assez improbable pour expliquer le nom sampi : il serait composé de σάν et de πῖ, le premier terme étant la dénomination de la lettre archaïque san, ϻ, le second de la lettre pi, π. Or, ce n’est pas concluant pour la forme : on ne reconnaît pas le tracé d’un san et cette lettre est absente des alphabets épichoriques d’Ionie (rappelons que la numération alphabétique grecque provient de la cité ionienne de Milet). De plus, san n’intervient pas dans la numération ionienne, puisque cette lettre y est inconnue : sampi ne peut donc en provenir. Un lien avec san d’une autre nature est cependant possible si l’on considère que le sampi épigraphique provient, comme le san, du ṣādē phénicien (voir plus bas).
L’hypothèse déjà ancienne semble plus recevable : le nom est descriptif et s’appuie sur une similitude purement formelle entre le sampi et la lettre π pi : en effet, le nom σαvπῖ peut être compris comme la fusion de σὰν πῖ, c’est-à-dire en grec médiéval (et moderne), « comme pi » (du grec ancien ὡσὰν πῖ). Le passage de ν à µ devant un π est régulier en grec. Le nom serait donc descriptif ; il est vrai que le tracé du sampi le rend proche d’un pi incliné (la similitude entre sampi et pi est plus ou moins visible selon les fontes). Le nom, cependant, est vraisemblablement bien postérieur à la lettre : l’interprétation s’est donc faite a posteriori et il est certain que le sampi n’est pas dérivé du pi.

### Indices épigraphiques
Michel Lejeune note l’existence, dans certains alphabets d’Ionie asiatique (à Téos, Éphèse, Cyzique, Halicarnasse, par exemple, mais pas à Milet) et en Pamphylie (Pergè, Sillyon) d’une lettre locale qui ne s’est pas conservée longtemps (elle est attestée entre le milieu du VIe siècle et le milieu du Ve siècle avant l’ère chrétienne en Ionie, entre le IVe et le IIe en Pamphylie). La lettre en question, que M. Lejeune identifie au sampi, se traçait de différentes manières, dont  et  en Pamphylie.
Elle servait à noter la sifflante forte intervocalique issue de diverses modifications phonétiques (dont la palatalisation d'anciens *k et *t du proto-grec) et notée dans la plupart des anciens dialectes par ΣΣ, ΤΤ en ionien-attique (du reste, à partir du Ve siècle, on remarque dans les alphabets d’Ionie le remplacement progressif de  par ΣΣ, ce qu’on peut interpréter comme l’indice d’une prononciation [t͡s] passée à [ss]). En ionien d'Asie et en pamphylien, il est possible qu’elle ait été prononcée [t͡s].
Voici quelques exemples de mots relevés :
- ΤΕͲΑΡΑϘΟΝΤΑ / tetsaraqonta (à Éphèse ; en ionien-attique : τετταράκοντα / tettarákonta, ailleurs : τεσσαράκοντα / tessarákonta, « quarante ») ;
- ΘΑΛΑͲΗΣ / thalatsês (à Téos ; en ionien-attique : θαλάττης / thaláttês, ailleurs : θαλάσσης / thalássês, « mer » au génitif »).
- ϜΑΝΑͲΑ / wanatsa (le nom d’Artémis pour le pamphylien, noté normalement avec un digamma initial marquant le son /w/, mais tracé différemment, peut-être pour indiquer une prononciation différente du type /ɥ/ ou /ɯ/, et qui correspond en ionien-attique à ἄνασσα / ánassa (« reine »)).

Bien qu'ils soient écrits ici de gauche à droite, les anciens textes grecs étaient encore écrits plus souvent de droite à gauche ou en boustrophédon, toujours sans minuscules (créées plus tard) et avec les lettres orientées dans l'autre sens quand elles ne sont pas symétriques pour marquer la direction de lecture en boustrophédon ; le grec classique prendra sa direction d'écriture actuelle de gauche à droite avec les formes orientées comme ci-dessus seulement vers le IVe siècle av. J.-C., en même temps que l'étrusque et l'italique, sous la montée en puissance du latin qui emprunte une grande partie de son alphabet à l'italique en le complétant de lettres grecques classiques (qui avaient été abandonnées pour écrire les anciennes langues helléniques, celtiques ou germaniques du reste de l'Italie).
Toujours d’après M. Lejeune, le sampi ionien serait un emprunt à l’alphabet carien. Il serait plus juste de parler d’un emprunt à une écriture dérivée du grec servant à une langue anatolienne sans préciser laquelle puisque Téos et Éphèse sont en Lydie, Halicarnasse en Carie et la zone pamphylienne très proche de la Lycie. Du reste, il existe dans l’alphabet lycien un signe très proche du sampi pamphylien () servant à écrire une consonne transcrite τ (dont la valeur phonétique n’est pas claire). L’origine anatolienne est plausible mais il n’est pas évident d’affirmer la provenance exacte des sampis grecs : il existe plusieurs caractères de tracé proche et, surtout, leur valeur phonétique n’est pas sûre.
D’autres savants, comme Pierre Swiggers, considèrent que le sampi grec provient, de même que le san (Ϻ), du ṣādē phénicien, tracé . Il faudrait dans ce cas accepter que les alphabet anatoliens ont alors emprunté au grec cette forme rare du ṣādē pour former les caractères qui, chez eux, ressemblent aux différents tracés du sampi. Sampi et san seraient alors deux tracés différents pour un même étymon.
Il est donc bien possible qu’on l’ait plus tard nommé ainsi parce qu’il ressemblait à un pi (sous sa forme proche du double Tau pour noter le t palatal, alors qu'il a évolué en grec vers tau-sigma puis le s palatal noté par le double Sigma, longtemps avant que le grec classique adopte des formes minuscules pour la plupart des lettres de son alphabet et ne s'enrichisse de diacritiques), alors qu'un autre nom relatif à son étymon devrait être san-tau. Les Ioniens de Milet l’auraient alors ajouté à la fin de leur alphabet numéral pour le rendre complet, sans pour autant s’en être eux-mêmes servis dans leurs inscriptions.

### Évolution du tracé
Une telle lettre, dont l’utilisation était relativement rare et l’origine obscure, n’a pu qu’être déformée au fil des siècles.
Pour faire parvenir à partir des formes archaïques  ou  l’œil actuel Ϡ de la même lettre, il faut faire appel au grec oncial dans lequel le nombre 900 est représenté par le signe  : le passage de  à  est clair, il s’agit d’une simplification de la forme.
C’est d’ailleurs ce dernier tracé qui s’est transmis à l’alphabet gotique (dont la numération est empruntée à la grecque), où l’on a .
En continuant à subir des modifications au cours du Moyen Âge, le sampi en est arrivé au tracé courant, Ϡ, encore utilisé de nos jours.

## Codage informatique
Unicode prévoit la distinction entre le sampi antique et le sampi numéral depuis sa version 5.1 (avril 2008). Le signe est bicaméral depuis la version 3.0 (septembre 1999) et l’on note des différences de tracé assez importantes entre les polices de caractères pour la capitale, qui s’expliquent si l'on se souvient que la numération alphabétique est utilisée en Grèce à la manière de nos chiffres romains, et qu’elle n'apparaît en capitales que dans des titres (de chapitres, par exemple). Or, il est rare qu’on en arrive au chapitre 900.
Voici les emplacements retenus par Unicode :
- sampi en capitale Ϡ (U+03E0), depuis Unicode 1.0 :
  - UTF-8 : 0xCF 0xA0 ;
  - UTF-8, représentation octale : \317\240
  - entité numérique décimale : &#992; ;
- sampi en minuscule ϡ (U+03E1), depuis Unicode 3.0 :
  - UTF-8 : 0xCF 0xA1 ;
  - UTF-8, représentation octale : \317\241 ;
  - entité numérique décimale : &#993; ;
- sampi archaïque en capitale Ͳ (U+0372), depuis Unicode 5.1 :
  - UTF-8 : 0xCD 0xB2 ;
  - UTF-8, représentation octale : \315\262
  - entité numérique décimale : &#882; ;
- sampi archaïque en minuscule ͳ (U+0373), depuis Unicode 5.1 :
  - UTF-8 : 0xCD 0xB3 ;
  - UTF-8, représentation octale : \315\263 ;
  - entité numérique décimale : &#883; ;